# Shavkat Mullajanov
 Shavkat Mullajanov  (üzbégül: Шавкатжон Муллажонов; oroszul: Шавкат Мулладжанов (Savkat Mulladzsanov); Zaravsán, 1986. január 19. –) üzbég válogatott labdarúgó, a Lokomotiv Tashkent hátvédje.

## Pályafutása

### A válogatottban
2010 és 2015 között 37 alkalommal játszott az Üzbég válogatottban, és kétszer vett részt az Ázsia-kupán.

## Sikerei, díjai
Lokomotiv
- Üzbég liga második helyezettje (2): 2014, 2015
- Üzbég kupa (1): 2014
- Üzbég szuperkupa (1): 2015